# Allée couverte de la Chapelle
L'allée couverte de la Chapelle, appelée aussi allée couverte de Menouville, est située sur le territoire de la commune de Labbeville dans le département du Val-d'Oise.

## Historique
L'allée couverte est située dans le parc du château de la Chapelle, à environ 500 m du bourg de Menouville d'où son appellation fréquente d'allée couverte de Menouville. Elle est découverte en 1882 par Maurice de Beurnonville, propriétaire du château, qui entreprend son déblaiement et signale son existence à la Société historique et archéologique de Pontoise et du Vexin. Le monument était déjà ruiné, ayant fait l'objet de fouilles clandestines dès l'époque romaine. L'abbé Barret y fit quelques sondages dans les années 1880. Une fouille systématique y fut entreprise par Fouju en 1902 et poursuivie par Lemaire en 1903. Elle a été restaurée en 1996.

## Description
L'allée couverte a été édifiée sur un coteau dominant la rive est du ruisseau du Sausseron, l'entrée dirigée vers l'ouest-sud-ouest dans le sens de la pente. Son architecture est connue grâce à un plan dressé en 1882 lors de son signalement et par un relevé fait par Fouju en 1902. Toutes les dalles utilisées sont en calcaire d'origine locale.
La chambre mesure environ 5 m de longueur sur 1,30 m à 1,70 m de largeur et 1,20 m de profondeur. Elle est délimitée par une dalle de chevet et trois orthostates sur chacun des côtés latéraux. Le sol était dallé de plaquettes de calcaire. L'ensemble était recouvert par le surplomb d'un banc calcaire et par une unique table de couverture (2,75 m sur 3,70 m), effondrée au milieu de la chambre, qui pourrait d'ailleurs correspondre à un fragment détaché du surplomb.
L'antichambre mesure 1,50 m de long sur 1,20 m de large. Elle est délimitée par deux orthostates d'une hauteur de respectivement 0,95 m côté nord et 0,50 m à 0,75 m côté sud. Son axe est légèrement décentré par rapport à celui de la chambre. Selon Fouju, plusieurs dalles gisant au sol à son extrémité pourraient correspondre aux supports d'un éventuel prolongement désormais ruiné. Une autre grande dalle (2 m sur 1,30 m), au sol, pourrait correspondre à une table de couverture d'origine.
La dalle d'entrée mesure 2,40 m de largeur pour 1,50 m à 1,80 m de hauteur et 0,25 m à 0,30 m d'épaisseur. Elle est échancrée à la base par une ouverture. Curieusement, elle semble avoir été installée à l'envers (face rugueuse et feuillure côté intérieur). L'existence du bouchon de fermeture a été signalé en 1882 mais les fouilleurs postérieurs ne le mentionnent plus.

## Vestiges archéologiques
Les deux extrémités de la chambre avaient déjà été fouillées avant 1882. Lors du déblaiement entrepris par de Beurnonville, ce dernier constata la présence d'un amas d'ossements près de l'ouverture et découvrit un squelette entier étendu, la tête au nord, devant l'antichambre. Les fouilles de Fouju et Lemaire se sont portées sur le milieu de la chambre dont la couche archéologique semblait intacte. Elles ont livré de nombreux petits tessons de poterie, des éclats de silex, des crânes disposés vers le fond de la chambre et beaucoup d'ossements disposés sans ordre directement sur le dallage. Au total, une quinzaine de crânes furent découverts et une cinquantaine de corps auraient été inhumés dans la tombe.
Manouvrier a étudié les crânes et les ossements retrouvés. D'après les tibias, il a évalué la taille moyenne des hommes ensevelis à 1,59 m et celle des femmes à 1,50 m. Quatre crânes comportaient des traces de trépanation. Les dents étaient fortement usées mais exemptes de caries.
Le mobilier recueilli se composait d'outils en silex (fragment de hache polie, grattoir, flèche à pédoncule, éclats divers), d'un poinçon en os et d'éléments de parure (coquille percée, pendeloque en os, pendeloque en terre cuite, pendeloque en quartz). Les tessons de céramique correspondent à une poterie de facture grossière, rouge ou noire, datée du Néolithique et à une poterie d'époque romaine de couleur blanche.